# Iglesia de San Sebastián (Almería)
La iglesia de San Sebastián es un templo católico del siglo XVII situado en la plaza homónima de la ciudad de Almería (Andalucía, España).
Aquí tiene su sede la Hermandad del Amor que realiza estación de penitencia la tarde del Martes Santo. También es sede de la Muy Antigua, Real y Venerable Hermandad de Nuestra Señora del Carmen Coronada Reina de las Huertas.

## Historia
La actual plaza de San Sebastián fue, ya en el siglo XI, uno de los lugares más frecuentados de la Almería musulmana, un anchurón a las puertas de la ciudad en el que se bifurcaban los caminos que salían en dirección nordeste y levante. En el emplazamiento actual de la iglesia se levantó originalmente una mezquita que, el 25 de diciembre de 1489, se convirtió en el lugar en el que se hizo la entrega de llaves de la ciudad durante los últimos momentos de la conquista cristiana, tras lo cual es convertida en la antigua ermita de San Sebastián.
En 1673 se erigió sobre ella la iglesia actual, a la que se llamó de San Sebastián de las Huertas, quizá por estar situada extramuros de la ciudad, entre las huertas cercanas a la Puerta de Purchena. Fue bendecida en 1679 por el obispo de Almería, Antonio de Ibarra, cuyas armas aparecen sobre la puerta lateral.

## Descripción
El templo cuenta con una característica torre poligonal y dos portadas, y es de estilo barroco con elementos neoclásicos, como la fachada principal, obra de los arquitectos Ventura Rodríguez y Juan Antonio Munar y realizada durante el siglo XVIII, en la que se aprecia un relieve atribuido a Juan de Salazar, de ese mismo siglo. Otros elementos característicos son el cimborrio, los poderosos contrafuertes laterales. En su altar mayor se conserva una talla del Cristo del Amor, obra de Jesús de Perceval y la pintura mural de todo el techo del templo, realizado con temple por el artista Juan Ruiz Miralles.